# Always Strive and Prosper
Always Strive and Prosper è il secondo album in studio del rapper statunitense ASAP Ferg, pubblicato nel 2016.

## Tracce
1. Rebirth – 2:15
2. Hungry Ham (featuring Skrillex & Crystal Caines) – 3:35
3. Strive (featuring Missy Elliott) – 2:50
4. Meet My Crazy Uncle (Skit) – 0:22
5. Psycho – 2:58
6. Let It Bang (featuring Schoolboy Q) – 2:31
7. New Level (featuring Future) – 4:24
8. Yammy Gang (featuring ASAP Mob & Tatianna Paulino) – 2:33
9. Swipe Life (featuring Rick Ross) – 3:13
10. Uzi Gang (featuring Lil Uzi Vert & Marty Baller) – 3:32
11. Beautiful People (featuring Chuck D & Mama Ferg) – 3:15
12. Damn Not Again (Skit) – 0:21
13. Let You Go – 3:16
14. World Is Mine (featuring Big Sean) – 3:45
15. Phone Call With Breezy (Skit) – 0:41
16. I Love You (featuring Chris Brown & Ty Dolla Sign) – 3:47
17. Grandma (Skit) – 0:20
18. Grandma – 3:50